# نفير سورية
نفير سورية جريدة ورقية من صفحتين أسسها الصحفي والكاتب بطرس البستاني الملقب بالمعلم بطرس في شهر ايلول من عام 1860 في بيروت، وأشتهر ت من بين الصحف السياسية الوطنية في ستينات القرن التاسع عشر، وقد اسست بعد نشوب الحرب الأهلية الطائفية في سورية الطبيعية. وأوقف نشرها بعد استتباب الأمن.
وقد طرح البستاني في جريدته مواضيع كثيرة من ابرزها فصل الدين عن الدولة، والعدالة والمساواة كما طوح مسائل عديدة من ابرزها الطائفية وما قد تجلبه على الوطن من ويلات.

## التسمية
تم تسمية الجريدة ب نفير سوريا كدعوة لانذار السوريين من الطائفية وما يمكن ان تلحقه بالوطن ويعتبر بطرس البستاني من ابرز المؤمنين بالامة السورية ما دفعه لتسمية جريدته بهذا الاسم، حيث يوجه حديثه دوما للسوريين متضمنا بذلك أبناء جبل لبنان وفلسطين وكامل اراضي سورية الطبيعية

## الأعداد
صدر عن الجريدة 13 عددا بين أيلول 1860 ونيسان 1861 وكانت الاعداد موسومة بطريقة مختلفة عن الجرائد الأخرى حيث أطلق على العدد الأول (النفير الأول) والعدد الثاني (النفير الثاني) وعلى هذا المنوال.